# Santo popular

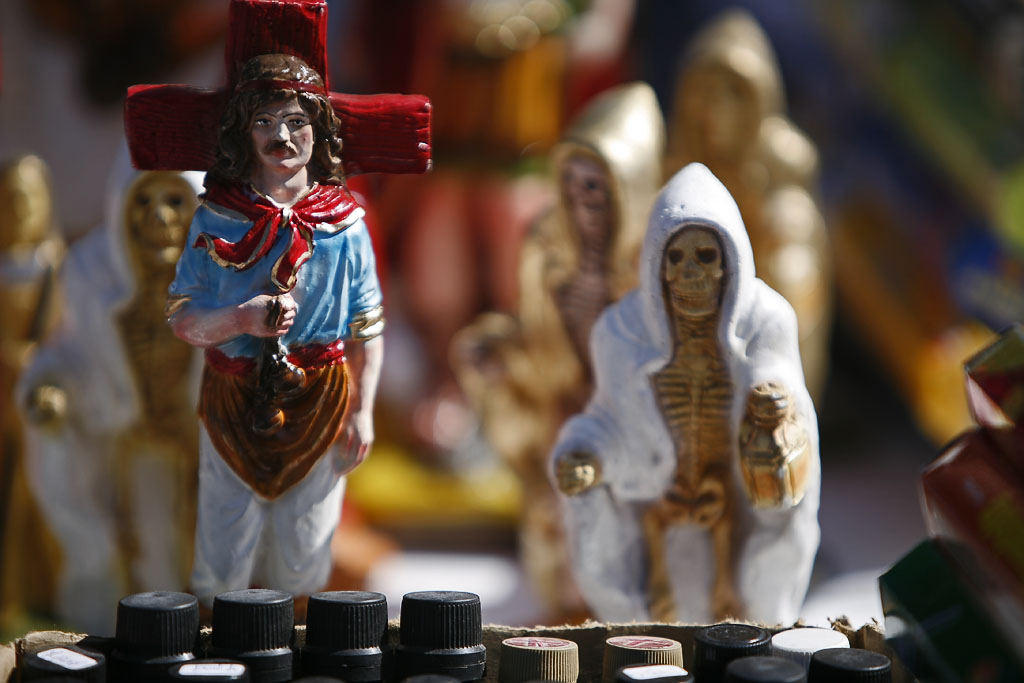
Gauchito Gil e São Morte, dois exemplos de santos populares argentinos.

Os santos populares (santos de devoção popular ou santos popularescos)  são pessoas (por vezes, falecidas) veneradas como santos, mas não necessariamente reconhecidos ou canonizados pelas grandes religiões. Tratam-se de análogos aos santos católicos e ortodoxos. São considerados intercesores ante Deus, de modo semelhante aos santos das grandes religiões, as quais, por vezes aceitam a sua veneração ou a toleram, e em outros casos a recusam ou condenam.
Os santos populares são parte da cultura cristã, especialmente dentro do mundo católico e ortodoxo (em especial, América Latina e Europa Oriental/Balcãs respectivamente), mas estão presentes em outras tradições religiosas como o judaísmo, o islão, o hinduismo e o budismo.
Entre eles aparecem pessoas de grandes virtudes, algumas das quais têm sido canonizadas posteriormente, e também famosos e anônimos que sofreram injustiças ou faleceram de maneira particularmente cruel e/ou comovente. Muitos curandeiros, videntes e inclusive heróis populares nacionais ou líderes políticos  são venerados também como santos, além de personificações do mundo espiritual veneradas pelas culturas indígenas e africanas. Em outras ocasiões, são pessoas de moral questionável, podendo ser criminosos, ou considerados pecadores e falsos Ídolos.

## Santos Populares por país

### Argentina
- Gauchinho Gil[12] **
- Evita Perón [13]
- Gilda [14]**
- Defunta Correa [15]***
- São Baltasar [16]**
- Maradona [17]
- Osvaldo Pugliese
- Rodrigo, O Potro[18]
- São Morte [19]*
- José Santos Guayama
- Telesita[20]
- Rafael Mansilla[21]
- "Mãe Maria" (La Madre Maria)[22]

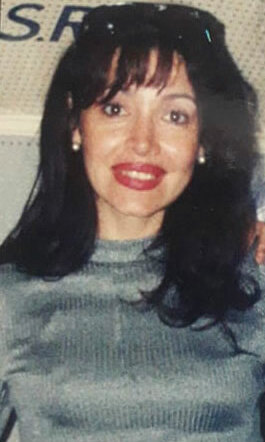
A Cantora Gilda se tornou uma Santa Popular na Argentina após sua trágica morte.

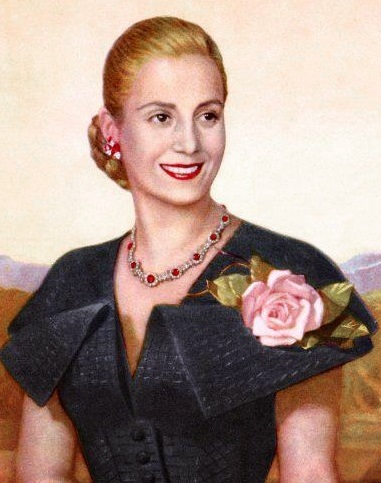
Eva Perón, ex-primeira dama venerada como santa na Argentina, especialmente por seguidores do peronismo.

- "O Anjinho Milagroso" (Miguel Ángel Gaitán)[23]
- "O Queimadinho"[24]
- Bazán Frías, "Robin Hood Tucumano"[25]
- Pancho Sierra[26]

*Também venerado no Paraguai. **Também venerados no Paraguai e Uruguai.***Também venerados no Chile e Uruguai.
Áustria
- Andreas Oxner[27]
- Engelbert Dollfuss[28]

### Bolivia

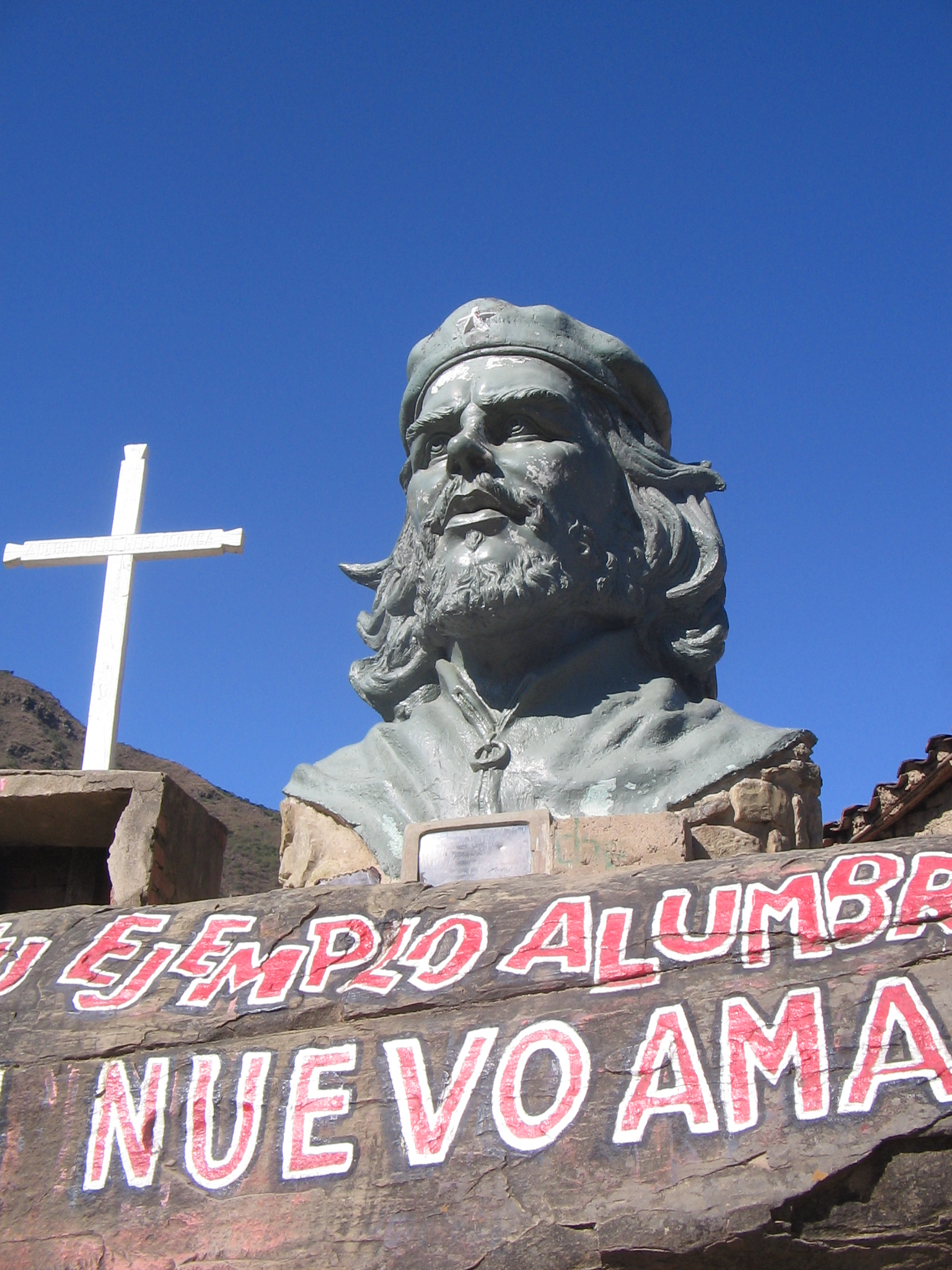
Che Guevara é cultuado como santo na Bolívia, pelo nome de "São Ernesto de la Higuera".

- Che Guevara (São Ernesto de la Higuera) [29]*
- El Tío [30]
- Mamita Adela[31]
- Inocencia Flores[32]
- Gunnar Mamani[33]
- Shirley Quispe[34]

*Também venerado em Cuba.

### Brasil
- Antônio Conselheiro [35]
- Padre Cícero [36]
- Corina Portugal [37]
- Menina Izildinha [38]
- Odetinha[39]
- Orixás da Umbanda e do Candomblé*
- Maria Bueno[40]
- Irmã Dulce dos pobres [6]
- Santa Rosa Egipcíaca [41]
- Escrava Anastácia [42]
- Sepé Tiaraju[43]
- Maria Aparecida Beruski[44]
- Nhá Chica[45]
- Antoninho[46]
- Nelsinho[47]
- Ayrton Senna[48][49]
- Chico Xavier[50][51]
- Santa Dica de Goiás [52]
- Bento do portão [53]

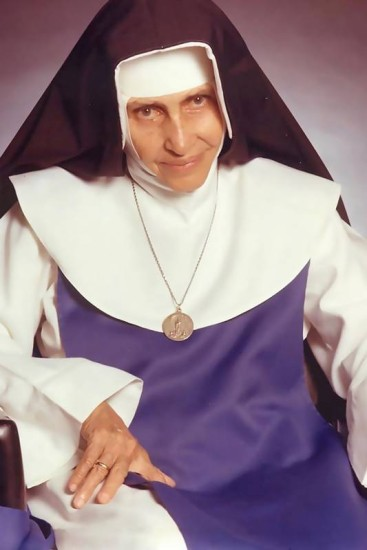
Irmã Dulce dos pobres, o "Anjo bom da Bahia". Venerada pela devoção popular e canonizada pela Igreja Católica, tornando-se a primeira santa brasileira oficialmente.

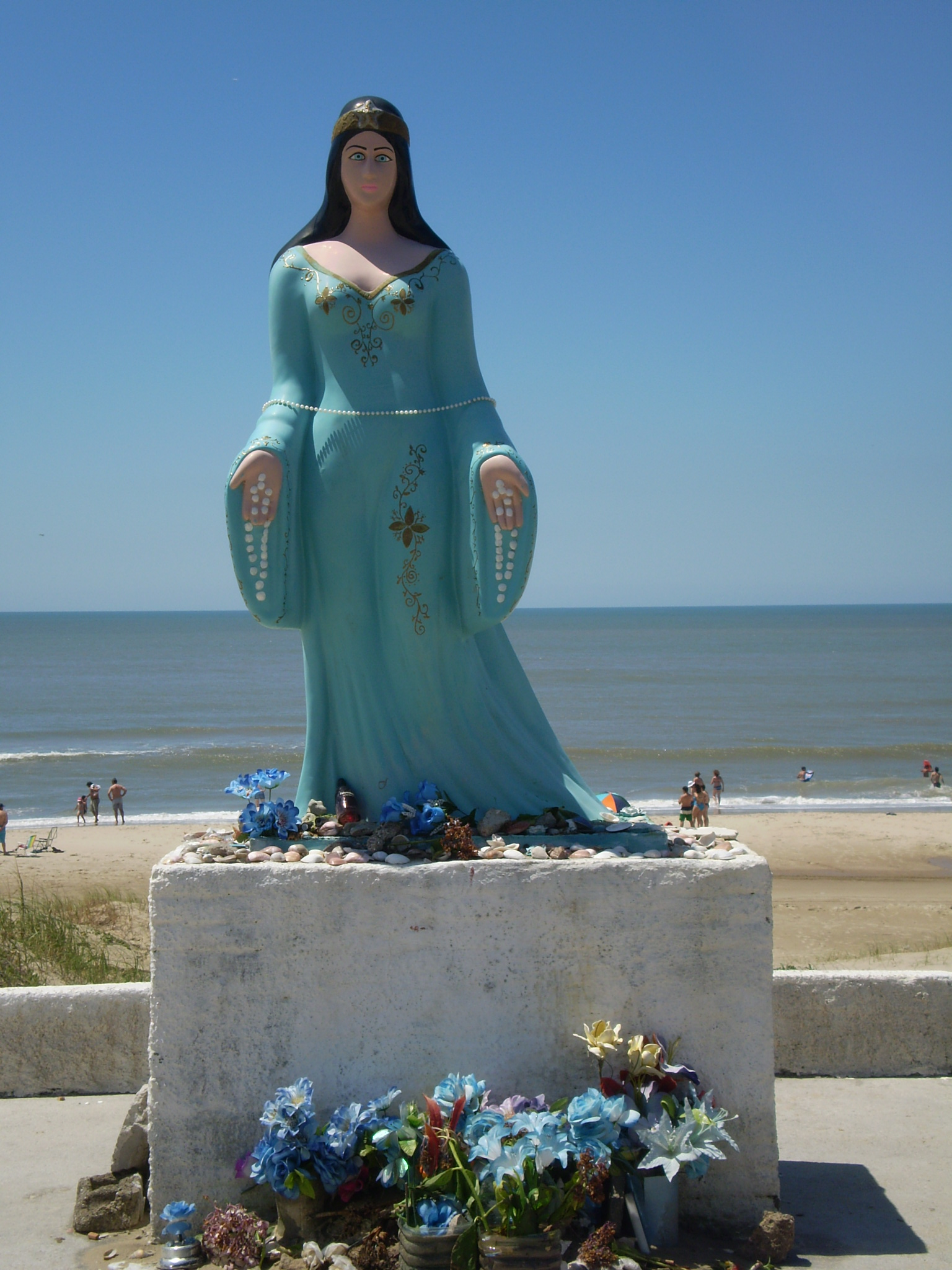
Representação de Iemanjá (ou Janaína), uma dos Orixás mais conhecidos no Brasil. Seu culto é frequentemente sincretizado com as figuras de Iara e Nossa Senhora da Conceição (ou Nossa Senhora dos Navegantes).

Chico Xavier, médium e principal expoente do espiritismo no Brasil, também venerado como santo pela devoção popular.

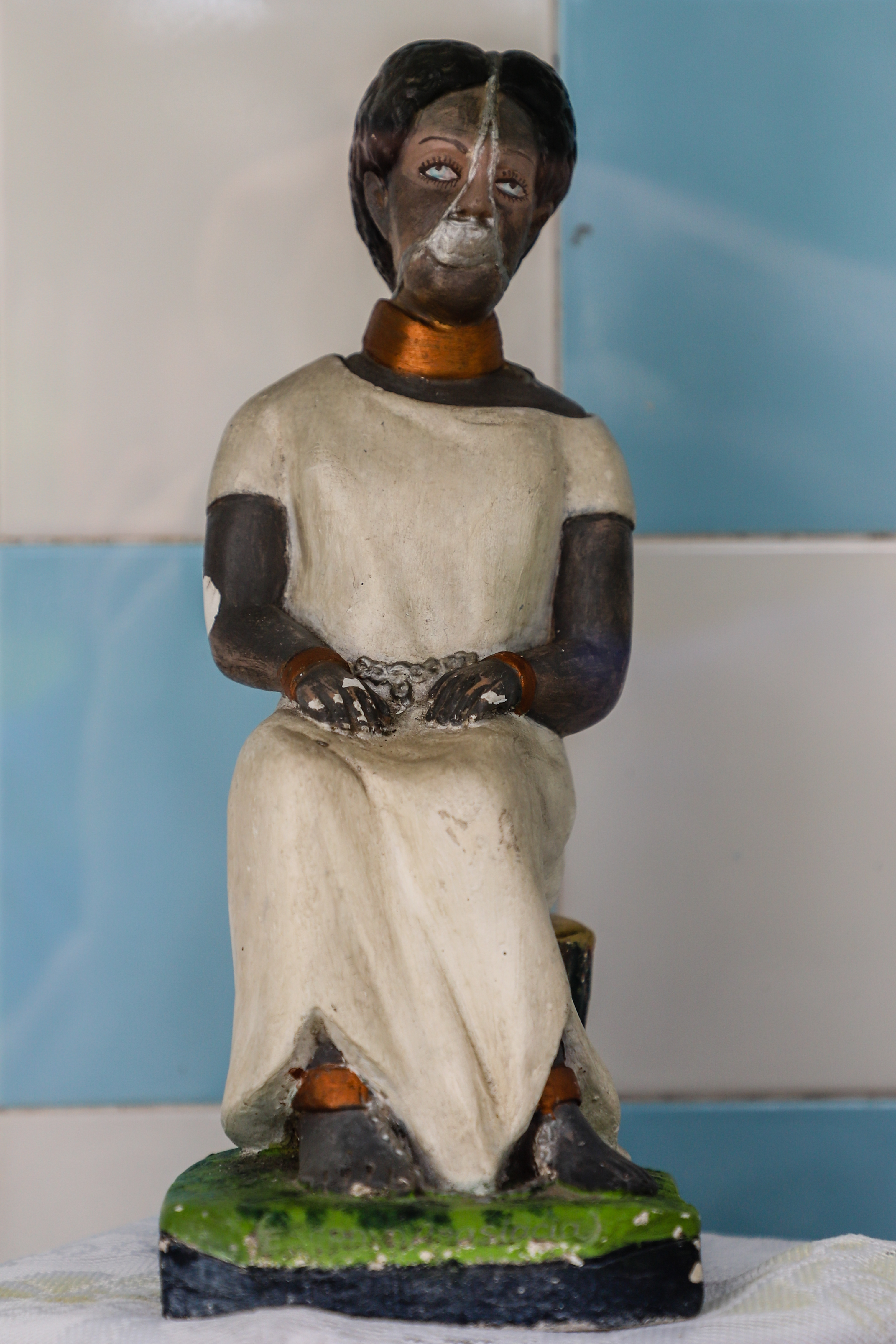
Estatua da Escrava Anastácia. Segunda a lenda, a bela escrava se negou a se envolver com seu senhor, que a obrigou a usar a Máscara de Flandres como castigo por sua rejeição.

- Santo Judeu (Rabino Emanuel Muyal)[54]
- Menino da Tábua [55]
- Nega do Saco (Maria Peregrina) [56]
- Beata Maria de Araújo
- Maria de Bil[57]

*Também venerados no Uruguai.

### Bulgária
- Baba Vanga[59]
- Dobri Dobrev [60]

### Chile

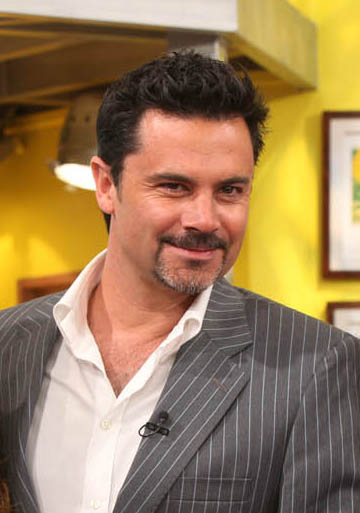
Felipe Camiroaga, famoso apresentador chileno de programas matinais. Tornou-se santo popular após sua repentina morte em um acidente aéreo.

- Felipe Camiroaga [7]
- "Preto Mata-Polícia" [61]

### China
- Mazu[62][63]*

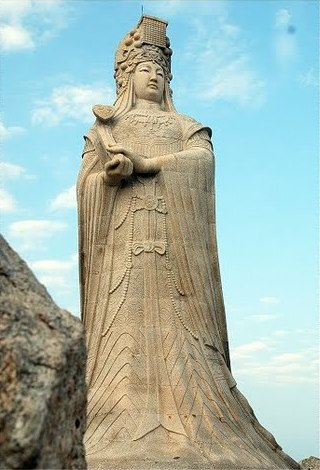
Mazu (ou Matsu), xamã chinesa do final do século X. Após sua morte, ela se tornou reverenciada como a Deusa do Mar na religião popular chinesa.

*Também venerada em Taiwan, Vietnã, Japão, Malásia, Singapura e Hong Kong 

### Colômbia

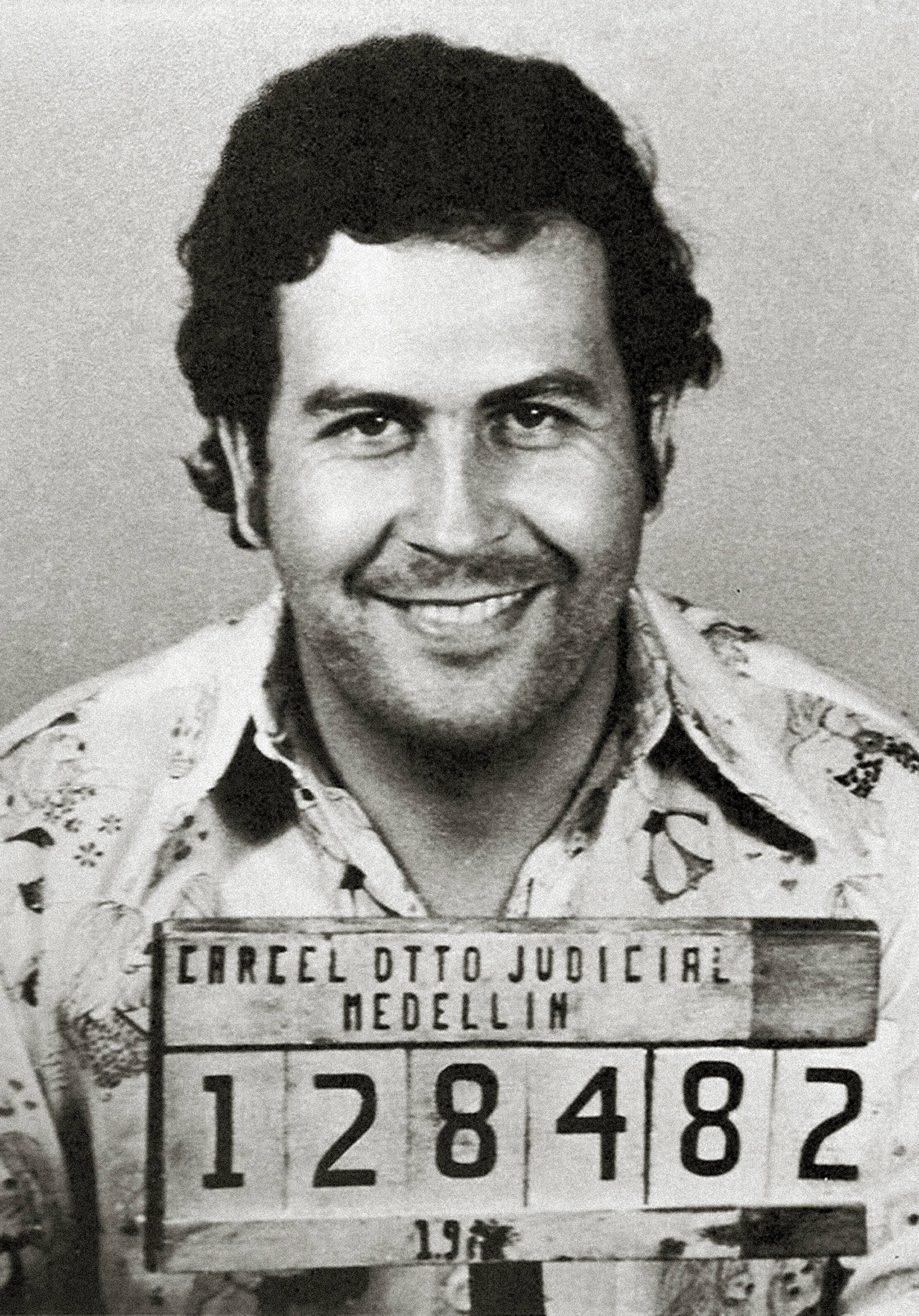
O narcoterrorista Pablo Escobar, venerado como santo por muitos traficantes de drogas, e também por civis da cidade de Medellín.

- Pablo Escobar[65]
- Julio Garavito[66]
- Leo Kopp[67]
- Omayra Sánchez [68]
- Irmãs Bodmer[67]
- "Mãe Laura" (Madre Laura)[69]

### Cuba
- Orixás da Santeria Cubana
- La Milagrosa

### Equador
- Açucena de Quito[70]
- Sharon, a feiticeira [71]
- Irmão Miguel [72]
- Narcisa de Jesús[73][74]
- Padre Julio Matovelle[75][76]

### Espanha
- Domingos de Val
- Francisco Jiménez de Cisneros
- Catarina de Aragão
- Santa Amaro
- Santa Letícia
- Santet

### Estados Unidos
- Padre Jean Marie Villars [77]
- Marie Laveau
- Mychal Judge
- Seraphim Rose
- Marsha P Johnson [78]
- Fulton Sheen
- Jim Jones
- Charlene Richard

### Filipinas
- José Rizal[79][80]
- Ferdinando Marcos
- Irmão Pule[81][82]
- Filomena Almarínez[83]

### França
- Joana Dar'c[84][85]
- Santa Sara Kali[86][87]*
- Héléna Soutadé[88]
- São Guinefort[89]
- Conde de St. Germain[90]
- Hildegarda de Vinzgouw[91]
- Teobaldo de Marly[92]
- Clóvis I,  Rei da França
- Santo Fort[93]
- Eneour[94]

*Venerada por ciganos católicos em vários países (em especial na Península Ibérica e na América Latina) .

### Guatemala

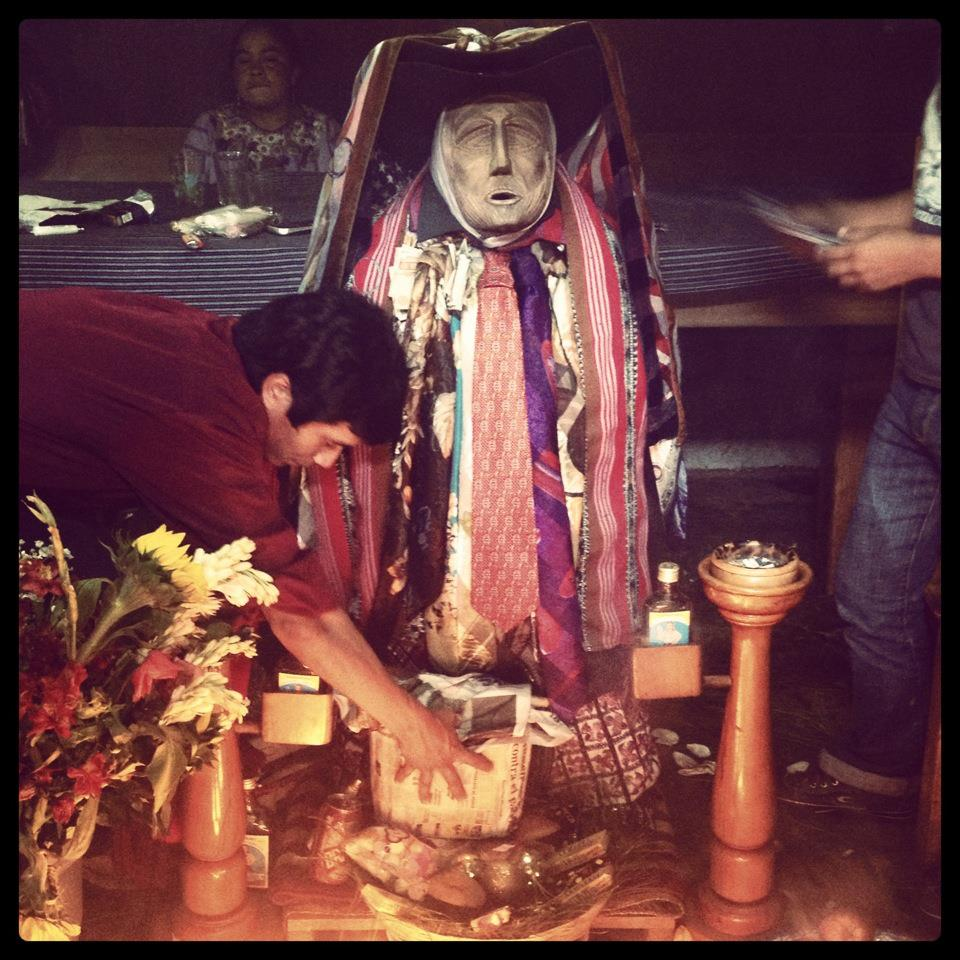
Rilaj Mam ("O Grande Avô"), Maximón ou São Simão, é uma divindade ancestral Maia. Possui também outra representação para os mestiços da Guatemala. Sincretizado com o Apóstolo Simão e com São Judas Tadeu.

- Maximón[95][96]
- São Pascualito[97][98] *

* Venerado também em Chiapas, México.

### Irlanda
- Santa Conaire
- São Patrício [99]

### Itália
- Santa Constantina (ou Constança)
- Guilhermina da Boêmia
- Girolamo Savonarola
- Simão de Trento

### Japão
- Amakusa Shirō
- Taira no Masakado
- Dom Justo Ukon Takayama

### México
- Santa Morte [2]*
- Jesus Malverde [11]*
- Irmã Juana Inés de la Cruz [100]
- Nazario Moreno González*[101]
- Maria Sabina
- Juan Soldado
- Santa Teresa Urrea
- São Juan Diego Cuauhtlatoatzin
- Pancho Villa [102]
- Niño Fidencio

*Também venerado nos Estados Unidos, especialmente por traficantes de drogas.

### Nicarágua
- María Romero Meneses*

Também venerada na Costa Rica.

### Paraguai
- Karaí-Guazú

### Peru
- Sarinha Colonia
- Melchorinha
- Luis Banchero Rossi
- "Bonequinha" Sally
- Chacalón

### Porto Rico
- Roberto Clemente [105]

### Portugal

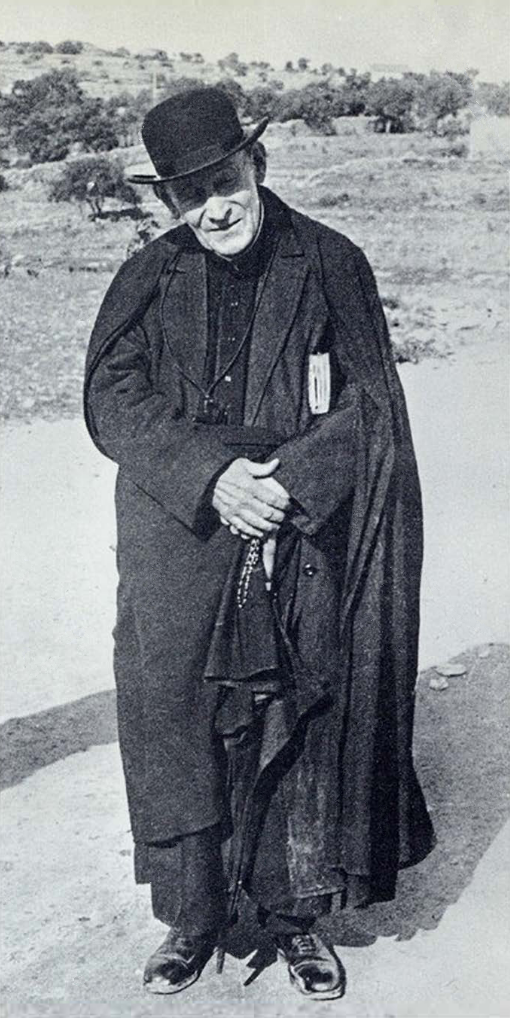
Padre Cruz, sacerdote católico português respeitado e cultuado devido à obra de caridade que exercia e pela santidade de vida.

- José Tomás de Sousa Martins
- Santa Maria Adelaide [11]
- Padre Cruz
- Sãozinha de Alenquer
- Princesa Joana de Portugal
- São Gonçalo de Amarante

### Reino Unido

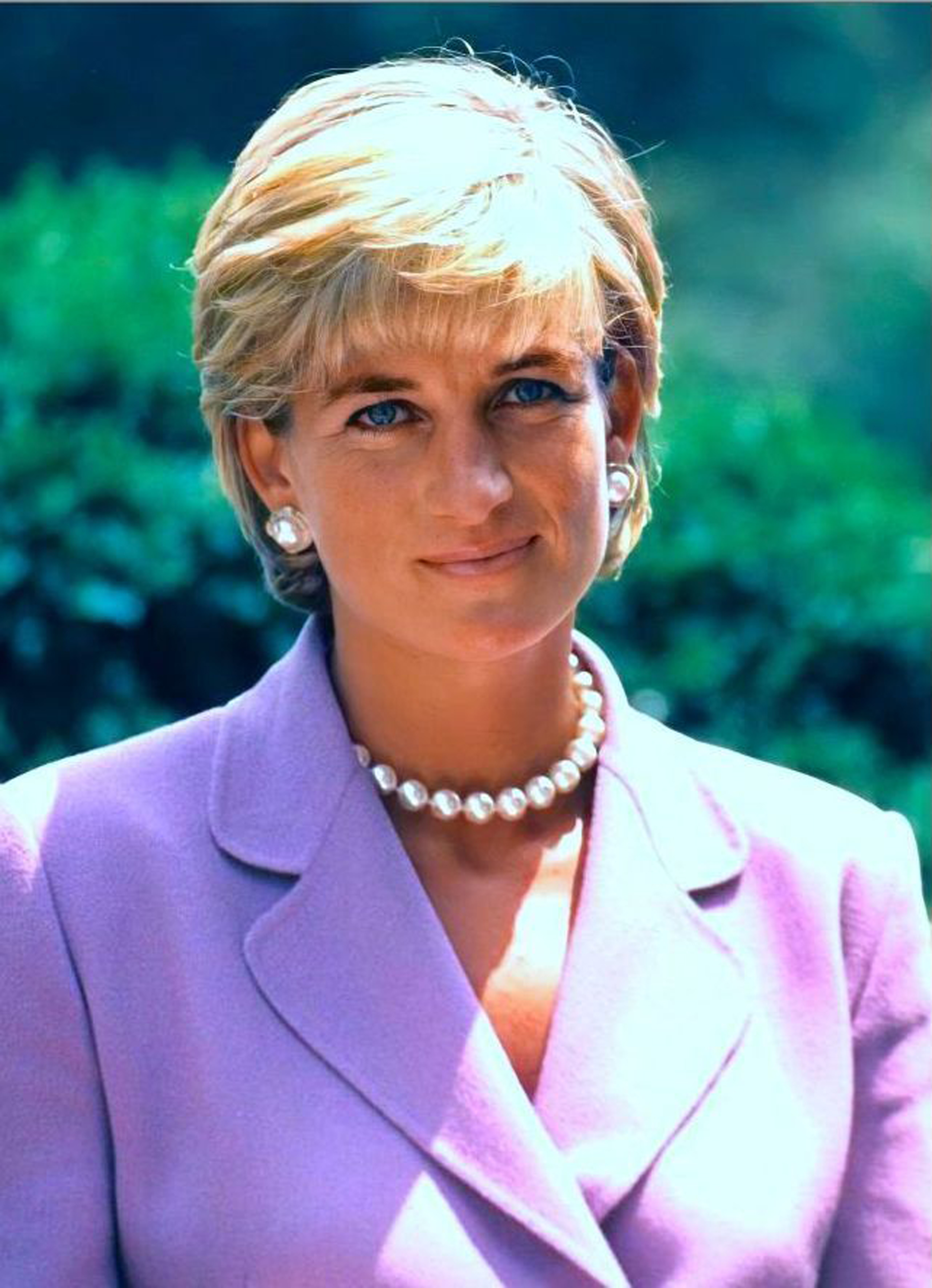
Princesa Diana de Galhes, apelidada de " princesa do povo" devido a seu carisma, simpatia, e dedicação a causas sociais. Sua trágica morte, em um acidente de carro, comoveu a todos no Reino Unido.

- Princesa Diana de Gales [8]
- Juliana de Norwich
- Eadburh de Bicester
- Lewina
- David I, Rei da Escócia
- Godrico de Finchale
- Nectan de Hartland
- Hugh de Lincoln

### Romênia
- Arsenie Boca[106][107]
- Corneliu Zelea Codreanu[108][109]
- Valeriu Gafencu[110][111]

### Rússia

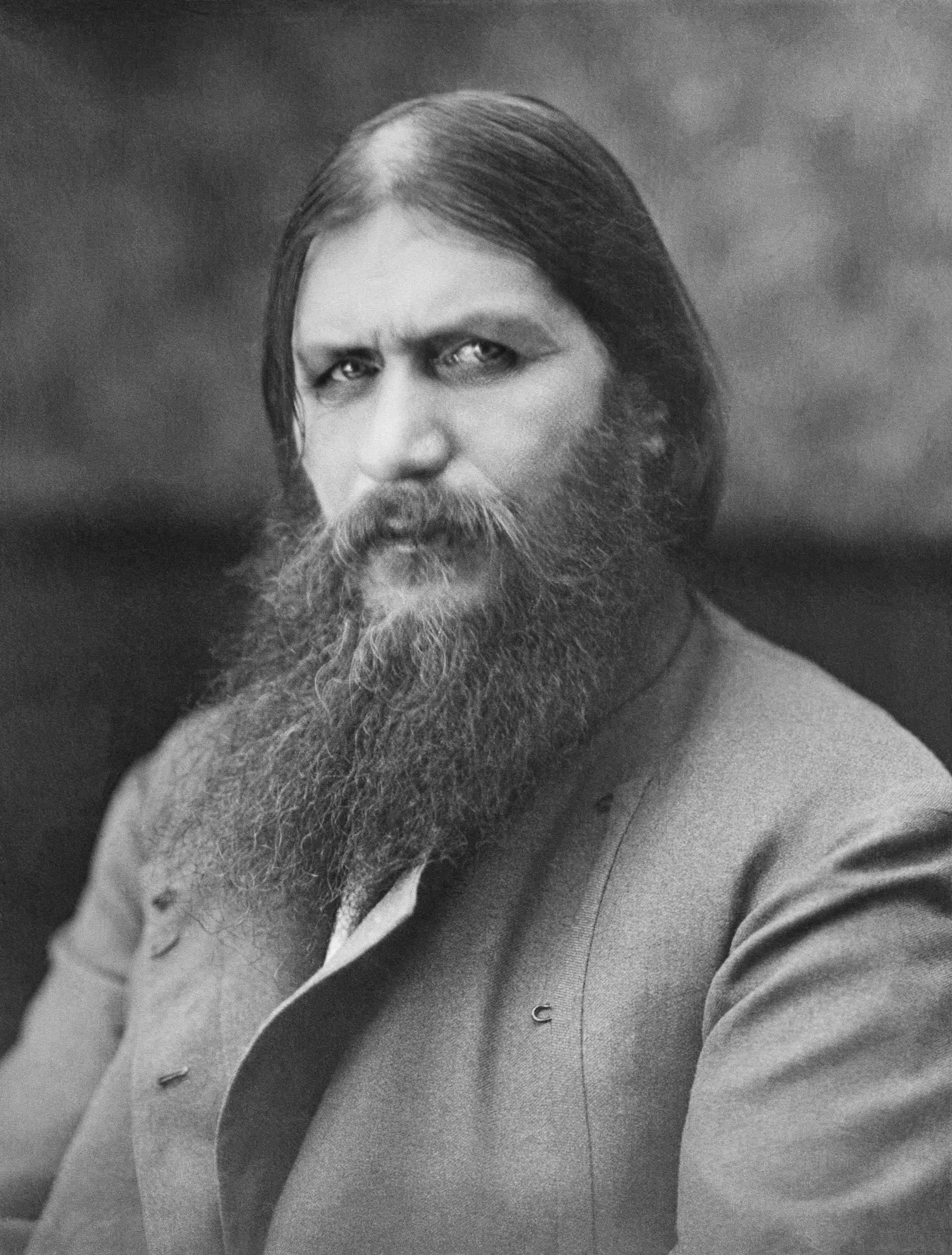
Rasputin, misterioso místico russo e conselheiro político do Czar Nicolau II. Durante a história, foi considerado desde santo milagroso até a apenas um monge louco ou charlatão.

- Rasputin[112]
- Yevgeny Rodionov [113]
- Stalin[114]

### Sérvia
- Élder Tadeu Štrbulović[115]
- Milica Rakić

### Suíça
- Guilherme Tell[116][117]

### Uruguai
- Jacinto Vera

### Ucrânia
- Santa Javelin [118]
- Paisius Velichkovsky*

*Também venerado na Romênia e Rússia.

### Venezuela
- María Lionza[119][120][121]
- Guaicaipuro[122][123]
- Negro Felipe [124][125]
- José Gregorio Hernández [1]*
- Simão Bolívar [126]**
- Hugo Chávez [9]

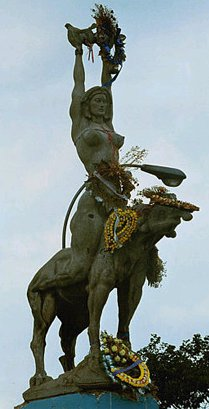
Maria Lionza, lendária divindade feminina do misticismo venezuelano. Seu culto apresenta sincretismo entre elementos do catolicismo, das religiões africanas e das tradições indígenas.

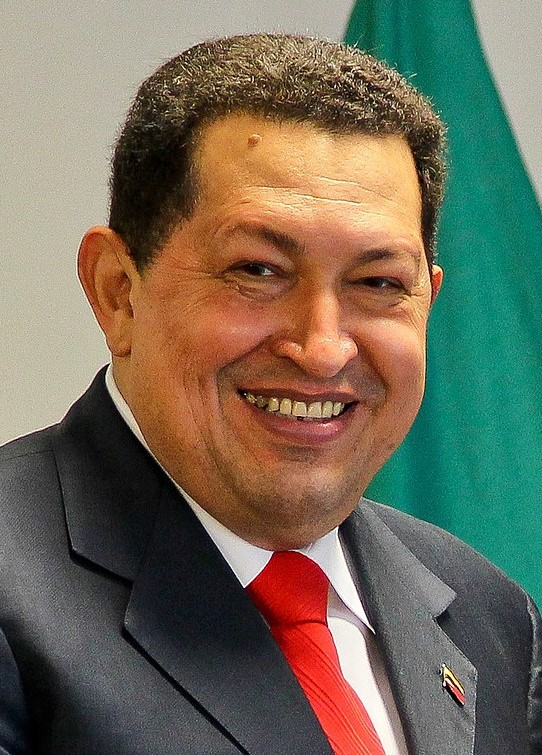
O ex-presidente Hugo Chávez, responsável pela Revolução Bolivariana. É cultuado como santo por muitos de seus seguidores chavistas. Desde meados da última década, seu culto foi perdendo força devido a grave crise generalizada na Venezuela.

*Também venerado na Colômbia.**Também venerado na Colômbia, Equador e Bolívia.

### Vietnã
- Hồ Chí Minh [129]
- Francisco Xavier Trương Bửu Diệp[130]